# Kristallstrukturanalyse
Kristallstrukturanalyse ist die Bestimmung des atomaren Aufbaus eines Kristalls durch Beugung geeigneter Strahlung am Kristallgitter.
Sehr häufig wird hierfür monochromatische Röntgenstrahlung verwendet, da sie sich verhältnismäßig einfach als charakteristische Röntgenstrahlung einer Röntgenröhre erzeugen lässt. Hierfür hat sich der Begriff Röntgenstrukturanalyse (Röntgenkristallographie) eingebürgert.
Alternativ lassen sich auch Neutronenstrahlen oder Synchrotronstrahlung verwenden.
Die Kristallstrukturanalyse mit Elektronenstrahlen ist aufgrund der starken Wechselwirkung zwischen den eingestrahlten Elektronen und dem Kristall besonders schwierig und für Routineuntersuchungen noch nicht ausgereift.

## Funktionsweise
Aus dem beobachteten Beugungsmuster kann die Kristallstruktur berechnet werden. Die Geometrie der Elementarzelle des Kristallgitters kann vollständig anhand der Winkel abgeleitet werden, unter denen die Beugungsmaxima auftreten. Aus der Stärke der Beugungsmaxima kann mittels verschiedener mathematischer Methoden die Anordnung der Atome innerhalb der Elementarzelle berechnet werden. Die hierbei benötigten Rechnungen werden allerdings bereits für mittelgroße Moleküle (ab etwa 10 Nicht-Wasserstoff-Atomen) so komplex, dass sie ohne Computer nicht durchführbar sind. Die erste Proteinstruktur wurde 1958 auf dem Cambridger Hochleistungscomputer EDSAC von 1949 analysiert, während Forscher bereits 1934 herausgefunden hatten, dass das Enzym Pepsin regelmäßige Kristalle bildet.

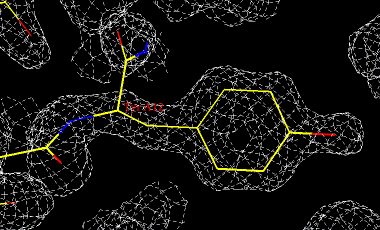
Bei der Proteinkristallographie wird die Struktur ermittelt, indem die Aminosäuresequenz in die Elektronenverteilung (weißes Gitter) eingepasst und modifiziert oder verschoben wird, bis plausibel ist, dass die gewählte Struktur die ermittelte Elektronenverteilung erzeugen kann.

Bei der Kristallstrukturanalyse mittels Röntgen-, Elektronen- oder Synchrotronstrahlung werden streng genommen nicht die Positionen der Atome, sondern die Verteilung der Elektronen in der Elementarzelle bestimmt, da diese mit der Strahlung in Wechselwirkung treten. Man erhält also eigentlich eine Karte der Elektronendichte, und bei sehr exakten Kristallstrukturanalysen von Molekülen mit leichten Atomen findet man in der Tat Bindungselektronen. Neutronen treten dagegen mit dem Atomkern in Wechselwirkung. Allerdings ist der Unterschied in der Position in den meisten Fällen vernachlässigbar. Eine genaue Beschreibung der Beugungseffekte an Kristallen und deren Interpretation ist im Artikel Röntgenbeugung zu finden.
Idealerweise wird die Beugung an einem Einkristall durchgeführt. Häufig ist dies aber nicht möglich, da nicht immer genügend große Einkristalle einer Substanz zur Verfügung stehen. Heutzutage ist es möglich, auch das Beugungsmuster von Kristallpulvern im Rahmen einer Kristallstrukturanalyse auszuwerten (Rietveld-Methode). Allerdings geht durch die hierbei auftretende Überlagerung von Beugungsmaxima Information verloren, so dass die Ergebnisse im Allgemeinen von geringerer Qualität sind.

## Anwendung
Neben der eigentlichen kristallographischen Anwendung der Methode, bei welcher der Kristall selber von Interesse ist, wird die Kristallstrukturanalyse auch zur Aufklärung von Molekülstrukturen verwendet. Dies ist heute eine Standardmethode der Chemie und der Biochemie und damit ein Teilgebiet der Strukturbiologie. Hierfür ist allerdings die Kristallisation der Moleküle Voraussetzung, was insbesondere bei Proteinkristallen sehr schwierig sein kann. Durch Kristallisation in Gegenwart von Substraten kann versucht werden, verschiedene metabolische Zustände des Proteins zu erfassen.
Die Struktur von Proteinen kann nicht nur mittels Röntgenkristallstrukturanalyse bestimmt werden, sondern auch mittels NMR-Spektroskopie, derzeit allerdings nur für Proteine kleiner oder mittlerer Größe.
Auf dem Gebiet der Kristallstrukturanalyse gab es mehrere Nobelpreise, angefangen bei Max von Laue und Wilhelm Conrad Röntgen, die die Grundlagen legten, über zum Beispiel Dorothy Crowfoot Hodgkin, die viele biologisch relevante Moleküle erstmals strukturell bestimmte, bis zu Robert Huber, Johann Deisenhofer und Hartmut Michel, die Proteine (unter anderem auch das chlorophyllhaltige Photoreaktionszentrum) als Proteinkristalle untersuchten. Eines der bekanntesten Beispiele für die Strukturaufklärung mittels Röntgenbeugung ist die Entschlüsselung der DNA-Struktur durch James Watson und Francis Crick, deren Modell wesentlich auf Röntgenbeugungsdaten von Maurice Wilkins und Rosalind Franklin beruhte. 1985 wurde Jerome Karle und Herbert A. Hauptman der Nobelpreis für Chemie für deren Beiträge zur Entwicklung der „Direkten Methoden“ zur Kristallstrukturanalyse zuerkannt.

## Trivia
Da der Ausdruck Röntgenstrukturanalyse semantisch irreführend ist, bestehen manche Autoren auf „Röntgenstrahlenstrukturanalyse“. Weitere korrekte Bezeichnungen sind „Kristallstrukturbestimmung durch Röntgenbeugung an Einkristallen“ und „Einkristallstrukturanalyse“.

## Hersteller
Frühere Hersteller von Einkristalldiffraktometern waren die Firmen Enraf-Nonius, Siemens und Oxford Diffraction. Diese stellten zum Beispiel die Einkristalldiffraktometer CAD-4, Kappa CCD (beide von Enraf-Nonius), Smart (Siemens), Xcalibur, SuperNova (beide von Oxford Diffraction) her. Nach mehreren Umstrukturierungen und Verkäufen existieren heute noch folgende Hersteller von Einkristalldiffraktometern:
- Bruker AXS bietet Geräte der D8 Reihe für die Einkristallstrukturanalyse an.[10]
- Rigaku hat 2015 Oxford Diffraction übernommen[11] und verkauft Geräte der Reihe XtaLAB.[12]
- Die STOE & Cie GmbH aus Darmstadt bietet das STADIVARI und IPDS-Diffraktometer an.[13]

Moderne Einkristalldiffraktometer verfügen über leistungsfähige Mikrofokus- oder Metaljet-Röntgenquellen. Als Detektoren werden nahezu ausschließlich Flächendetektoren eingesetzt. Diese ermöglichen deutlich kürzere Messzeiten gegenüber den Punktdetektoren.